# Kaukázusi nyelvcsalád
A kaukázusi nyelvcsalád egy feltételezett nyelvcsalád földrajzi alapú megnevezése, amely a Fekete-tenger és a Kaszpi-tenger közötti terület, a Kaukázus közel ötven népének más nyelvcsaládokba be nem sorolható őshonos nyelveit foglalja magában.
A kaukázusi nyelveket legfeljebb négy olyan csoportra lehet felosztani, amelyek tagjai genetikailag bizonyítottan rokonok, a csoportok közötti genetikai kapcsolat azonban csak valószínűsíthető, de minden kétséget kizáróan eddig még nem sikerült bizonyítani. Ha viszont elfogadjuk a további rokonsági feltételezéseket is, úgy e négy csoportot két nagyobb csoportba lehet sorolni: ebben az esetben a kartvel (vagy dél-kaukázusi) csoport áll szemben a másik hárommal, amelyek együttesen – e felosztás szerint – az észak-kaukázusi nyelvek. A részleteket lásd a következő szakaszban.
A nyelvcsaládon belül a legnagyobb irodalmi múltja a déli (kartvel) csoportnak, azon belül is a grúz nyelvnek van, amely az egyetlen hivatalos nyelv és egyben legtöbb beszélővel rendelkezik. E csoport nyelvei a régészeti, nyelvészeti és antropológiai kutatások eredményei alapján egyetlen közös ősből („ógrúz”) származnak, amely beszélői már az i. e. 3. évezredben a Kaukázus vidékén éltek. Az i. e. 2. évezred végén a kaukázusi nyelvcsalád ősi nyelveit jelentős hettita befolyás érte.
A kaukázusi nyelvekkel próbálták sokáig rokonítani a baszkot is; ez volt az egyik legelfogadottabb elmélet, s a múlt században még ehhez a nyelvcsaládhoz sorolták a lexikonok.

## Közös jellemzők

### Hangtan
Valamennyi kaukázusi nyelv sajátossága a mássalhangzó-fonémák nagy száma (30~84, ez utóbbi a már kihalt ubih nyelvben), szemben a viszonylag kevés számú magánhangzóval (2~5). A mássalhangzók között magas arányban vannak a garat- és gégehangok, valamint a zöngétlen zárhangok körében rendszeres egy hehezett képzésű, illetve egy glottalizált fonémasor megkülönböztetése. Kettőshangzók (diftongusok) általában nincsenek. A szóhangsúlynak többnyire nincs jelentésmegkülönböztető szerepe, és általában az első vagy a második szótagra esik.

### Nyelvtan
Nyelvtipológiai szempontból valamennyi kaukázusi nyelv az agglutináló (ragozó-toldalékoló) típusba sorolható, de jelen vannak bennük flektáló jelenségek is. A szintetikus és az analitikus megoldások aránya nyelvcsoportonként eltérő; például az északnyugat-kaukázusi nyelvek erősen szintetikusak (→poliszintetikus nyelvek), míg a közép- és az északkelet-kaukázusi nyelvekre az analitikus elemek a jellemzőbbek.
A nyelvek többségében csak egyetlen névszóragozás van, amely a következőképpen épül fel: szótő[+többes szám]+toldalék (rag). A mutató névmások esetében minden nyelv három távolságot különböztet meg: 1. a beszélő környezete, 2. a hallgató környezete (vagy látótér), 3. mindkettőn kívül eső; némelyik nyelv (például avar) még ennél is többet. Rendszerint hiányzik a jelzőnek a jelzett szóval való szám- és esetbeli egyeztetése, viszont jellemző a csoport flexió, ahol az szószerkezeteknek csak egyetlen tagja kap ragot (mint például a magyarban: két szép lányt). Az északi csoport tagjai ergatív nyelvek, vagyis – durván leegyszerűsítve – tárgyas mondatokban a tárgyat jelentő ragot a mondat alanya kapja.

## Felosztásuk
A kaukázusi nyelvek elfogadott felosztása a következő (a *-gal jelölt nyelvek írásbeliséggel is rendelkeznek).

### Dél-kaukázusi (kartvel) nyelvek

Dél-kaukázusi nyelvek

- grúz*
- szván
- zán nyelvek
  - mingrél (megrel)
  - láz (csán)

### Észak-kaukázusi (hegyi kaukázusi) nyelvek

#### Északnyugat-kaukázusi nyelvek
abház-abaza csoport
- abház*
- abaza*

cserkesz (adige) csoport
- nyugati cserkesz (adige)*
- keleti cserkesz (kabard)*

ubih csoport †
- ubih (†1992)

#### Közép-kaukázusi nyelvek
- csecsen*
- ingus*
(e két nyelv olyannyira közeli rokonok, hogy egymás között kölcsönösen érthetőek)
- bác

#### Északkelet-kaukázusi vagy dagesztáni nyelvek
avar-andi-cez csoport
- avar alcsoport
  - avar (hundzi)*
- andi alcsoport
  - andi
  - botlih
  - godober
  - karata
  - ahvah
  - bagval (bagvalal, kvandi, kvanada)
  - tindi(n)
  - csamalal
- cez (dido) alcsoport
  - cez (dido, cunti)
  - hvarsi
  - hinuh v. ginuh
  - bezsti (bezsiti, bezsta, kapucsa)
  - hunzib (hunzal, nahad)

lak (kazikumik) csoport
- lak*

dargi csoport
- dargin (dargva, hürkili)*

lezg csoport
- lezg (kürin)*
- tabaszaran*
- agul
- rutul (muhad)
- cah
- kriz (dzsek)
- buduh
- hinalug
- archi(b)
- udi